# Chipiu à flancs roux
Poospizopsis hypocondria
Espèce
Statut de conservation UICN

 LC  : Préoccupation mineure
Le Chipiu à flancs roux (Poospizopsis hypocondria) est une espèce de passereaux appartenant à la famille des Thraupidae.

## Répartition
On le trouve à travers les yungas méridionales et les sierras de Córdoba.